# Тихеевка (Яйский район)
Тихеевка — деревня в Яйском районе Кемеровской области России. Входит в состав Бекетского сельского поселения.

## География
Деревня находится в северной части области, к востоку от реки Яя, на расстоянии примерно 27 километров (по прямой) к северо-северо-западу (NNW) от районного центра посёлка городского типа Яя. Абсолютная высота — 177 метров над уровнем моря.

## История
Деревня была основана в 1887 году. В 1911 году в деревне Тихеевская, относившейся к Колыонской волости Мариинского уезда, имелось 72 двора и проживало 489 человек (248 мужчин и 241 женщина). Функционировали хлебозапасный магазин и школа грамоты.
По данным 1926 года имелось 105 хозяйств и проживало 624 человека (299 мужчин и 325 женщин). В национальном составе населения преобладали русские. В административном отношении деревня являлась центром и единственным населённым пунктом Тихеевского сельсовета Ишимского района Томского округа Сибирского края.

## Население
| 2010 |
| ---- |
| 26   |

Гендерный состав
По данным Всероссийской переписи населения 2010 года в гендерной структуре населения мужчины составляли 42,3 %, женщины — соответственно 57,7 %.
Национальный состав
Согласно результатам переписи 2002 года, в национальной структуре населения русские составляли 97 % из 34 чел.

## Улицы
Уличная сеть деревни состоит из одной улицы (ул. Зелёная).